# Ranking Mundial de Handebol
O Ranking Mundial de Handebol ou Ranking Mundial da Federação Internacional de Handebol é um sistema de posicionamento por pontuação das equipas nacionais de handebol filiados à Federação Internacional de Handebol.
O ranqueamento é feito somando-se os resultados individuais dos pontos históricos obtidos no seguintes campeonatos:
- Campeonato Mundial de Handebol Masculino e Feminino;
- Campeonato Mundial Júnior de Handebol Masculino e Feminino;
- Campeonato Mundial Juvenil de Handebol Masculino e Feminino;
- Campeonato Mundial de Handebol de Praia Masculino e Feminino;
- Torneio masculino e o feminino de Handebol nos Jogos Olímpicos.

Atualmente a seleção norueguesa de handebol feminino lidera o ranqueamentogeral e é primeira nos resultados individuais dos Campeonatos Mundiais Feminino, além do Campeonato Júnior feminino  e o Torneio Olímpico Masculino.
A Dinamarca é a melhor nos Campeonatos Mundiais Juvenis Masculino e Feminino, o Brasil fica em primeiro nas duas modalidades do "Handebol"  de Praia, a Rússia lidera o ranqueamento feminino do Campeonato Mundial Júnior e a seleção da Coreia é a melhor entre os times femininos que disputam as olimpíadas.

## Ranking geral
```
Predefinição:Outdated
```

| Pos. | Federação                      | Pontos | Confederação |
| ---- | ------------------------------ | ------ | ------------ |
| 1    | Dinamarca                      | 1432   | EHF          |
| 2    | França                         | 1213   | EHF          |
| 3    | Espanha                        | 1134   | EHF          |
| 4    | Suécia                         | 877    | EHF          |
| 5    | Noruega                        | 866    | EHF          |
| 6    | Portugal                       | 846    | EHF          |
| 7    | Egito                          | 754    | CAHB         |
| 8    | Brasil                         | 719    | PTHF         |
| 9    | Roménia                        | 713    | EHF          |
| 10   | República da Coreia            | 710    | AHF          |
| 11   | Albânia                        | 630    | EHF          |
| 12   | Croácia                        | 481    | EHF          |
| 13   | Costa do marfim                | 444    | CAHB         |
| 14   | Polônia                        | 426    | EHF          |
| 15   | República democrática do congo | 337    | CAHB         |
| 16   | Áustria                        | 290    | EHF          |
| 17   | Chéquia                        | 276    | EHF          |
| 18   | Islândia                       | 256    | EHF          |
| 19   | Eslováquia                     | 247    | EHF          |
| 20   | Japão                          | 232    | AHF          |
| 21   | Suíça                          | 231    | EHF          |
| 22   | Países Baixos                  | 209    | EHF          |
| 23   | China                          | 193    | AHF          |
| 24   | Eslovênia                      | 183    | EHF          |
| 25   | Tunísia                        | 180    | CAHB         |
| 26   | Angola                         | 153    | CAHB         |
| 27   | Argentina                      | 147    | PATHF        |
| 28   | Ucrânia                        | 134    | EHF          |
| 29   | Estados Unidos                 | 119    | PATHF        |
| 30   | Argélia                        | 95     | CAHB         |
| 31   | Turquia                        | 88     | EHF          |
| 32   | Catar                          | 84     | AHF          |
| 33   | Bulgária                       | 78     | EHF          |
| 34   | Portugal                       | 77     | EHF          |
| 35   | Itália                         | 66     | EHF          |
| 36   | Montenegro                     | 64     | EHF          |
| 37   | República da Macedônia         | 60     | EHF          |
| 38   | Grécia                         | 48     | EHF          |
| 39   | Austrália                      | 48     | OCHF         |
| 40   | Uruguai                        | 48     | PATHF        |
| 41   | Kuaite                         | 45     | AHF          |
| 42   | Canadá                         | 40     | PATHF        |
| 43   | Belarus                        | 39     | EHF          |
| 44   | Cuba                           | 37     | PATHF        |
| 45   | República do Congo             | 36     | CAHB         |
| 46   | Cazaquistão                    | 34     | AHF          |
| 47   | Costa do Marfim                | 28     | CAHB         |
| 48   | Barein                         | 27     | AHF          |
| 49   | Lituânia                       | 26     | EHF          |
| 50   | Nigéria                        | 25     | CAHB         |